# St. Marien (Jajce)

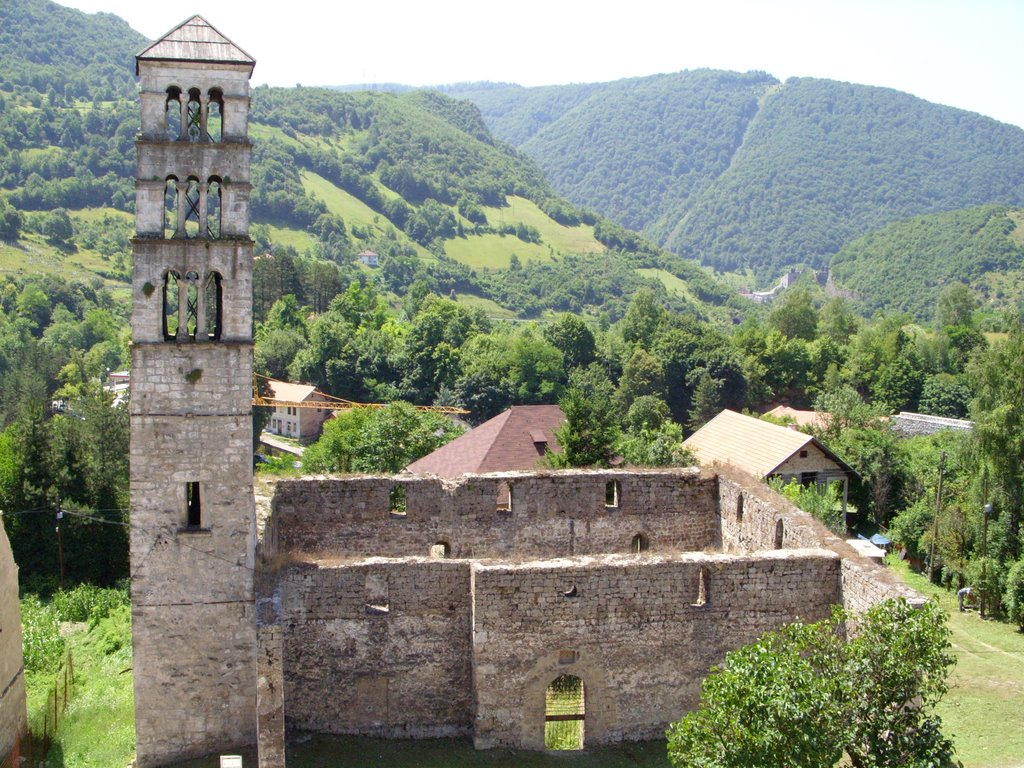
Die Überbleibsel der Hl.-Marienkirche und des Sankt-Lukas-Glockenturmes 2008

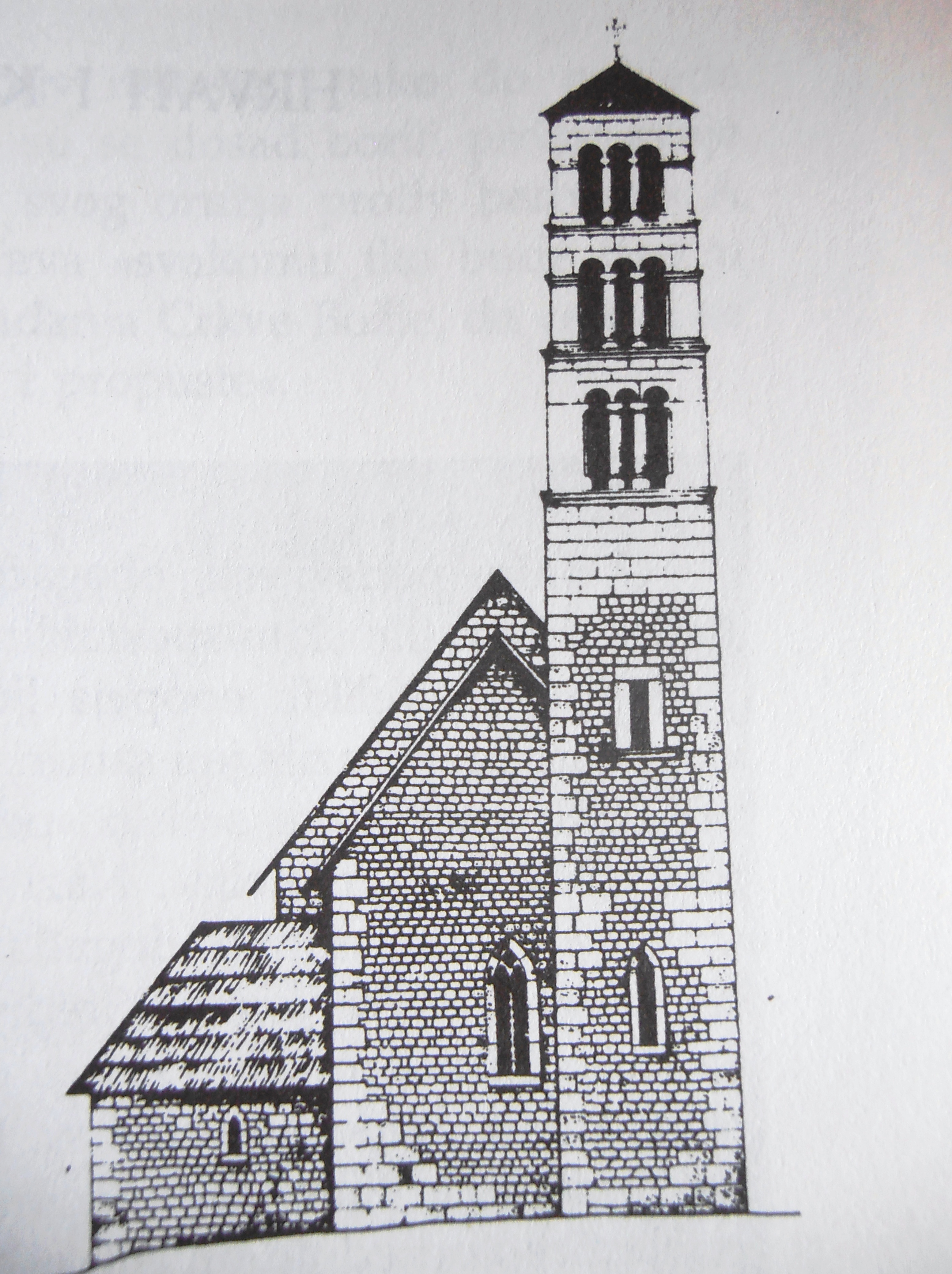
Rekonstruktionsplan

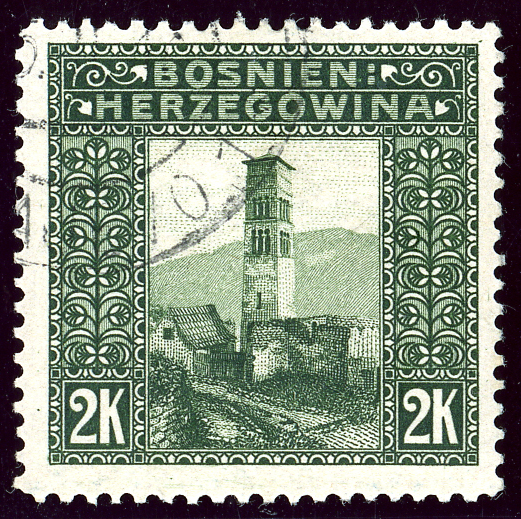
Marienkirche und Sankt-Lukas-Glockenturm auf einer österreichischen Briefmarke von 1906

Die Kirche Hl. Marien (serbokroatisch Црква свете Марије Crkva svete Marije), später Sultan-Sülejman-Moschee (Султан-Сулејманова џамија Sultan-Sulejmanova džamija) oder Fethija (Фетхија, von türkisch fethetti ‚erobert‘), war ein Gotteshaus im historischen Zentrum der bosnisch-herzegowinischen Stadt Jajce, am Fuße der Zitadelle. Zusammen mit dem Überbleibsel des angrenzenden Sankt-Lukas-Glockenturms (Звоник светог Луке Zvonik svijetog Luke) ist es ein bosnisches Nationaldenkmal.

## Herkunft und Beschreibung
Das Bauwerk erfuhr mehrere Umgestaltungen, was die genaue Bestimmung von Alter und Herkunft erschwert. Es wird angenommen, dass die Kirche im 12. Jahrhundert als einfache Basilika im romanischen Stil errichtet wurde. Das Gotteshaus verfiel bis zum Ende des 14. Jahrhunderts zusehends, danach wurde es restauriert und der Geheiligten Jungfrau Marie gewidmet. Es ist nicht klar, wer die Wiederherstellung des Gebäudes in Auftrag gab; als Auftraggeber kommen entweder Franziskaner, die sich in der Gegend ansiedelten, oder Hrvoje Vukčić Hrvatinić, der führende Magnat des Königreichs Bosnien sowie Stadtgründer von Jajce, in Frage.
Im frühen 15. Jahrhundert wurde die Marienkirche dem damals üblichen gotischen Stil angepasst, nachdem die Könige von Bosnien sich Jaitze aneigneten – im Zuge der Heirat von König Stefan Ostoja mit Hrvojes Witwe Jelena Nelipitsch. Die erhaltenen Fresken, welche aus der ersten Hälfte des 15. Jahrhunderts stammen, sind ein typisches Beispiel der spätgotischen Kunst; die herausragendste Komposition bildete das Jüngste Gericht ab, ein weitverbreitetes Thema im damaligen Europa.

## Königliche Kirche
Nach dem Verlust Serbiens an die osmanischen Türken 1459 kehrte Stefan Tomaschewitsch von Bosnien, der Sohn von König Stjepan Tomašević, zusammen mit seiner Frau Marie und seiner Familie zurück. Nachdem Marie die Gebeine des Evangelisten Lukas hierher gebracht hatte, wurde neben der Kirche ein Glockenturm mit dem Namen des Heiligen errichtet. Am 17. November 1461 diente die Kirche als Krönungsort von Stjepan Tomašević; es war die letzte Krönung in Bosnien. Die osmanische Eroberung von Bosnien fand nur zwei Jahre später statt, was zur jahrhundertelangen Fremdherrschaft über Bosnien führte. König Stjepan Tomašević wurde nach einem Scheinprozess hingerichtet, während Königin Marie die Gebeine aus der Kirche mitnahm und sie an die Republik Venedig verkaufte.

## Moschee
Im Jahre 1582 wurde die Kirche der Heiligen Maria mitsamt dem Heilig-Lukas-Glockenturm in eine Moschee umgewandelt und nach dem osmanischen Sultan Süleyman II. dem Prächtigen benannt. Das ehemals christliche Gebäude brannte unter der Türkenherrschaft mehrmals ab, die verheerendste Brandzerstörung fand 1658 statt. Der letzte Großbrand im Jahre 1832 hinterließ nichts außer den Mauern; seitdem wurde das Gebäude nicht mehr genutzt.